# Будинок Школьникова
Буди́нок Шко́льникова — будинок у Черкасах, збудований єврейським купцем Школьниковим наприкінці XIX століття.
Після будівництва комплексу своєї садиби єврейський купець Першої гільдії збудував ще один двоповерховий будинок на Старобазарній вулиці (сьогодні Замковий узвіз). Якийсь час тут жили родини єврейської громади Черкас, згодом — голова Черкаської міської думи. У 1919 році в будинку було Черкаське міське бюро Єврейської соціал-демократичної робітничої партії «Поалей-Ціон». А перед Другою Світовою війною тут був штаб 99-ї стрілецької дивізії, яка дислокувалася в Черкасах. Нині це житловий будинок.